# Ana Sofia Nóbrega
Ana Sofia Nóbrega (Vila Real, 20 de dezembro de 1990) é uma nadadora angolana nascida em Portugal. Participou nos Jogos Olímpicos Rio 2016, tendo competido na prova dos 100 m livre, classificada em 40º lugar com um tempo de 59,23 segundos.